# Gersheim

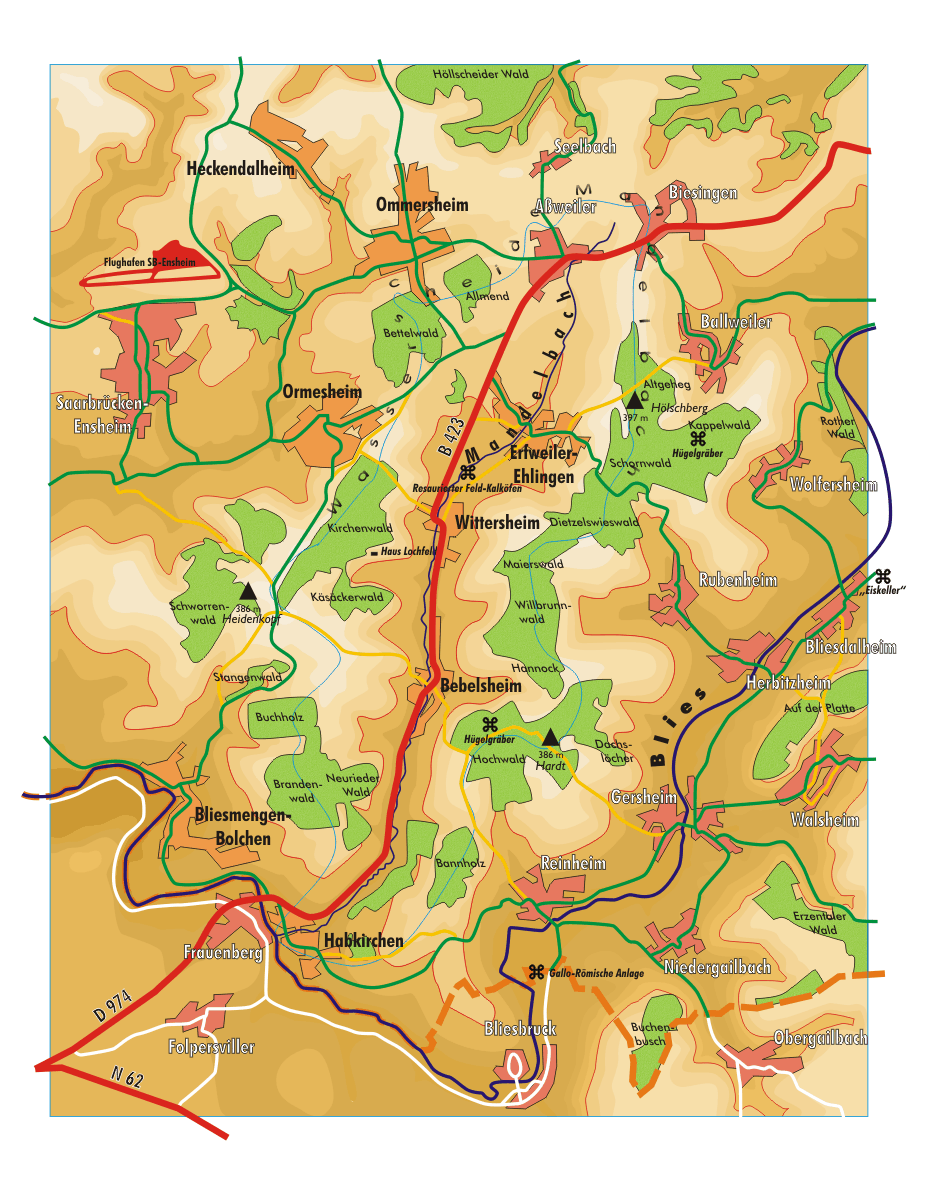
Mandelbach (Blies)

Gersheim (im örtlichen Dialekt Gerschum) ist eine Gemeinde im Saarland in Deutschland. Sie liegt etwa 25 km südöstlich der Landeshauptstadt Saarbrücken und unmittelbar an der deutsch-französischen Grenze.

## Geographie

### Lage
Gersheim liegt im Bliesgau, dem Südteil des Saarpfalz-Kreises. Es grenzt in einer Länge von 13 km an das französische Département Moselle, zudem an die Gemeinde Mandelbachtal und die Stadt Blieskastel. Gersheim liegt im Verlauf der Bliesgau-Schleife des Saarland-Rundwanderweges. Durch den Ort fließt die Blies.

### Klima
Der Jahresniederschlag beträgt 905 mm und liegt damit im oberen Drittel der von den Messstellen des Deutschen Wetterdienstes erfassten Werte. Über 78 % zeigen niedrigere Werte an. Der trockenste Monat ist der April; am meisten regnet es im Mai. Im niederschlagreichsten Monat fällt ca. 1,5-mal mehr Regen als im trockensten Monat. Die jahreszeitlichen Niederschlagschwankungen liegen im unteren Drittel. In nur 22 % aller Orte schwankt der monatliche Niederschlag weniger.

### Ortsteile
Die Gemeinde besteht aus neun Ortsteilen: Bliesdalheim, Gersheim, Herbitzheim, Medelsheim, Niedergailbach, Peppenkum, Reinheim, Rubenheim und Walsheim. Zum Ortsteil Medelsheim gehört der Ort Seyweiler, zu Peppenkum ist der Ort Utweiler zugehörig.

## Geschichte
Historische Zeugnisse vergangener Epochen finden sich auf Gemeindeboden insbesondere im Europäischen Kulturpark Bliesbruck-Reinheim, in dem Ausgrabungen aus der Kelten- und Römerzeit zu besichtigen sind. Besonders interessant ist das 1954 gefundene keltische Fürstinnengrab. Der Grabhügel der Fürstin und zwei weitere wurden begehbar rekonstruiert.
Ein merowingerzeitlicher Friedhof unter der Walsheimer Straße und die Endung -heim sprechen für eine Gründung im Frühmittelalter (6./7. Jahrhundert). Urkundliche Erwähnung findet der Ort erstmals 1150 als Geroldesheim.
Ab 1798 gehörte der Ort, wie alle linksrheinischen Gebiete, zu Frankreich. Aufgrund der Beschlüsse auf dem Wiener Kongress (1815) war das Dorf ab 1816 eine bayerische Gemeinde (Bayerische Pfalz).
Zwischen dem 18. Jahrhundert und 1914 bestand in Gersheim eine kleine jüdische Gemeinde. 1889/90 wurde in der Ludwigstraße eine Synagoge errichtet. Nach der Auflösung der Gemeinde wurde sie 1919 in ein Wohnhaus umgewandelt. Der Bau steht heute in der Denkmalliste des Saarlandes.
Nach dem Versailler Vertrag stand das Saargebiet nach einem Mandat des Völkerbundes von 1920 bis 1935 unter französischer Verwaltung.
Nach der Saarabstimmung wurde das Saargebiet 1935 an das nationalsozialistische Deutsche Reich angeschlossen. Am 1. September 1939, dem Beginn des Zweiten Weltkrieges, wurde das Dorf evakuiert. Im Dezember 1944 folgte eine zweite Evakuierung. 1939 und 1945 erfuhr der Ort starke Zerstörungen. Dadurch verlor der Ort größtenteils seinen ursprünglichen Charakter als Bauerndorf.
Von 1946 bis 1957 war das Saarland ein teilsouveräner Staat unter französischem Protektorat. Nach der Volksabstimmung von 1955 erfolgte der Beitritt zur Bundesrepublik Deutschland.
Mit der Neugliederung der Kreise und Gemeinden im Saarland wurde Gersheim, das zuvor zum Landkreis Sankt Ingbert gehörte, am 1. Januar 1974 zu einer Gemeinde des Saarpfalz-Kreises.

### Eingemeindungen
Am 1. Januar 1974 wurden die bisher selbständigen Gemeinden Bliesdalheim, Herbitzheim, Medelsheim, Niedergailbach, Peppenkum, Reinheim, Rubenheim, Seyweiler, Utweiler und Walsheim eingegliedert.

## Politik

### Gemeinderat
Die Wahl zum Gemeinderat am 9. Juni 2024 führte zu folgendem Ergebnis:
| Parteien und Wählergemeinschaften | Parteien und Wählergemeinschaften           | Sitze    | Anteil           |
| CDU                               | Christlich Demokratische Union Deutschlands | 11 ( ▬0) | 38,8 % ( ▼1,0 %) |
| SPD                               | Sozialdemokratische Partei Deutschlands     | 10 ( ▬0) | 34,7 % ( ▲0,8 %) |
| AfD                               | Alternative für Deutschland                 | 4 ( ▲2)  | 14,9 % ( ▲6,3 %) |
| Grüne                             | Bündnis 90/Die Grünen                       | 2 ( ▼1)  | 9,1 % ( ▼1,4 %)  |
| Linke                             | Die Linke                                   | 0 ( ▼1)  | 2,6 % ( ▼2,0 %)  |
| Gesamt                            | Gesamt                                      | 27       | 100 %            |

### Ortsräte
Die Ortsratswahlen am 9. Juni 2024 führten zu folgenden Sitzverteilungen:
| Ortsteil               | CDU | SPD | Grüne | AfD | Total |
| ---------------------- | --- | --- | ----- | --- | ----- |
| Gersheim               | 3   | 4   | –     | 2   | 9     |
| Reinheim               | 6   | 2   | –     | 1   | 9     |
| Rubenheim              | 5   | 4   | –     | –   | 9     |
| Walsheim               | 1   | 8   | –     | –   | 9     |
| Niedergailbach 1       | 9   | –   | –     | –   | 9     |
| Herbitzheim            | 3   | 2   | 4     | –   | 9     |
| Bliesdalheim           | 3   | 5   | 1     | –   | 9     |
| Medelsheim/Seyweiler 2 | 7   | 1   | –     | –   | 8     |
| Peppenkum/Utweiler     | 8   | 1   | –     | –   | 9     |
| Total                  | 45  | 27  | 5     | 3   | 80    |

 1 In Niedergailbach fanden Mehrheitswahlen statt, da nur die CDU eine Liste für den Ortsrat eingereicht hatte.

 2 Im Ortsteil Medelsheim/Seyweiler stünden der SPD gemäß ihres Ergebnisses zwei Sitze zu, da sie jedoch nur einen Kandidaten aufstellen konnten, entfällt ein Sitz.

### Bürgermeister
- 1974–1991: Siegfried Wack, CDU
- 1992–2009: Lothar Kruft, CDU
- 2010–2019: Alexander Rubeck, CDU
- seit 2020: Michael Clivot, SPD

Bei der Direktwahl des Bürgermeisters am 26. Mai 2019 setzte sich SPD-Kandidat Michael Clivot mit 51,7 % zu 41,3 % gegen den Amtsinhaber Alexander Rubeck (CDU) und Gerd Litzenburger (AfD) durch. Er trat sein Amt am 1. Januar 2020 an.

### Wappen
Blasonierung
Unter rotem Schildhaupt, darin ein goldener Ammonit, in Silber schräggekreuzt ein roter Abtstab und ein gestürztes blaues Schwert.
Beschreibung
Die Genehmigung erfolgte am 26. Juni 1976.

### Partnerschaften
- Bazancourt (Champagne)
- Herbitzheim (Elsass) -geschlossen mit Herbitzheim-
- Porabka (Polen)

## Natur und Landschaft
Auf der Gemarkung steht größtenteils der Muschelkalk an. Nordwestlich des Dorfes befindet sich ein großes Orchideengebiet, in dem über die Hälfte der in Deutschland nachgewiesenen Orchideenarten beheimatet ist.
Die Bliesaue stellt aufgrund des hohen Grundwasserstandes und regelmäßiger Überflutungen einen wichtigen Lebensraum vieler Tier- und Pflanzenarten dar. Die Uferböschungen der Blies säumen Schwarzpappeln, Weiden und bisweilen Schwarzerlenwälder. Nach Auswilderungen ist seit einigen Jahren wieder der Biber heimisch.
Wohl nichts ist charakteristischer für den Bliesgau als seine Streuobstwiesen, die neben vereinzelten Ackerflächen die Talhänge prägen.
In den Laubwäldern auf den Höhenrücken dominieren Rotbuchen und Stieleichen.

## Museen

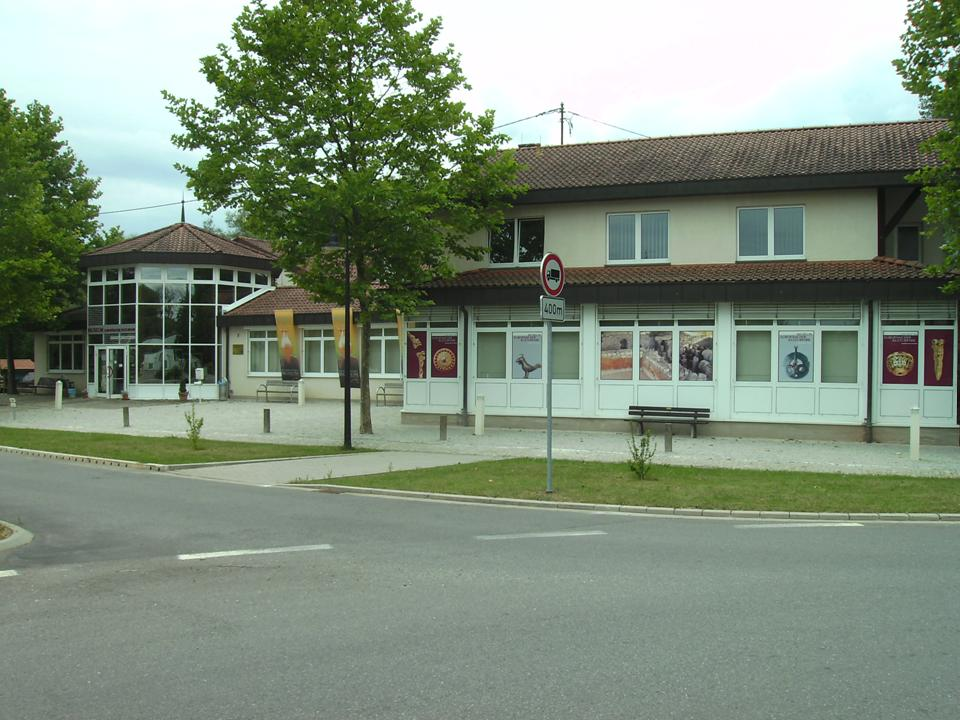
Museum des Europäischen Kulturparks (Reinheim)

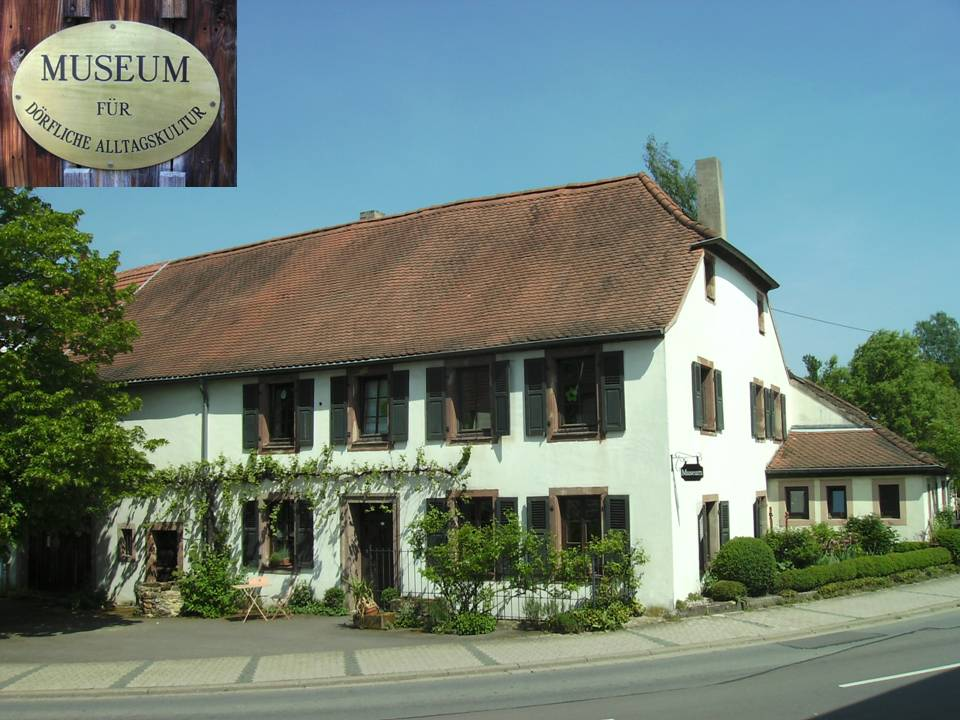
Museum für Dörfliche Alltagskultur (Rubenheim)

- Europäischer Kulturpark Bliesbruck-Reinheim

Überregionale Bekanntheit erfuhr der Ortsteil Reinheim durch die Entdeckung eines frühlatènezeitlichen Fürstinnengrabes (um 400 v. Chr.) im Jahr 1954. Nach der Entdeckung (1987) einer herrschaftlichen Palastvilla aus römischer Zeit (1.–4. Jh. n. Chr.) sowie einer römischen Kleinstadt vicus (1.–5. Jh. n. Chr.) im benachbarten Bliesbruck (1971) erfolgte im Jahr 1989 die Gründung eines Archäologieparks unter dem Namen Europäischer Kulturpark Bliesbruck-Reinheim.
- Museum für dörfliche Alltagskultur

Das Privatmuseum dokumentiert die Lebensverhältnisse von „kleinen Leuten“ der saar-pfälzisch-lothringischen Landbevölkerung. Es verfügt über eine Sammlung von über 50.000 Einzelobjekten. Das Museum im Ortsteil Rubenheim ist an jedem dritten Sonntag im Monat von 14–18 Uhr geöffnet.

## Ökologisches Schullandheim
In Gersheim wurde Spohns Haus zu einem ökologischen Bildungszentrum mit Schullandheim entwickelt. In einem alten Bauernhaus und einem gegenüberliegenden ehemaligen Schulgebäude bietet Spohns Haus Übernachtungs-, Versorgungs- und Schulungsmöglichkeiten für ca. 80 Besucher an. Spohns Haus besitzt den Status eines eingetragenen Vereins (e. V.). Themenschwerpunkt in seinem öko-pädagogischen Angebot ist der Bereich der Bildung für nachhaltige Entwicklung (BNE).

## Bauwerke
- Katholische Kirche St. Alban (1846)
- Synagoge von Gersheim (1889/90)

## Regelmäßige Veranstaltungen
- LVM Saarland Trofeo: Jährlich an Fronleichnam und dem darauf folgenden Wochenende stattfindendes Etappenrennen für Junioren. Das Rennen gehört zum Rad-Nationencup der Junioren, der höchsten Kategorie der UCI. Die Rennserie besteht aus sechs Veranstaltungen weltweit. Die Saarland Trofeo ist das einzige Junioren-Nations-Cup-Rennen im deutschsprachigen Raum.
- Gersheimer Theaterwoche: Regelmäßig am Jahresbeginn (seit über 20 Jahren) gibt es die Veranstaltung des Kulturamtes der Gemeinde. Gezeigt wird volkstümliches Theater regionaler Theatervereine (auch aus dem benachbarten Frankreich – im lothringischen Dialekt) sowie Comedy und Satire (auch mit professionellen Gruppen).

## Persönlichkeiten
- Joseph Eduard Konrad Bischoff (* 1828 im Ortsteil Niedergailbach; † 1920 in Speyer), Schriftsteller und Theologe
- Dietrich Becker (* 1830 im Ortsteil Niedergailbach; † 1879 in Speyer), Domkapitular und Dompfarrer in Speyer, Direktor des Bischöflichen Konviktes St. Joseph, Schriftsteller
- Ludwig Maria Hugo (* 1871 in Arzheim, Diözese Speyer; † 1935 in Mainz), Bischof von Mainz (1921 bis 1935) und entschiedener Kämpfer gegen den Nationalsozialismus, wirkte von 1911 bis 1915 als Pfarrer von Bliesdalheim
- Hans Joachim Hillerbrand (* 13. September 1931 in Gersheim; † 14. November 2020 in Evanston), Historiker

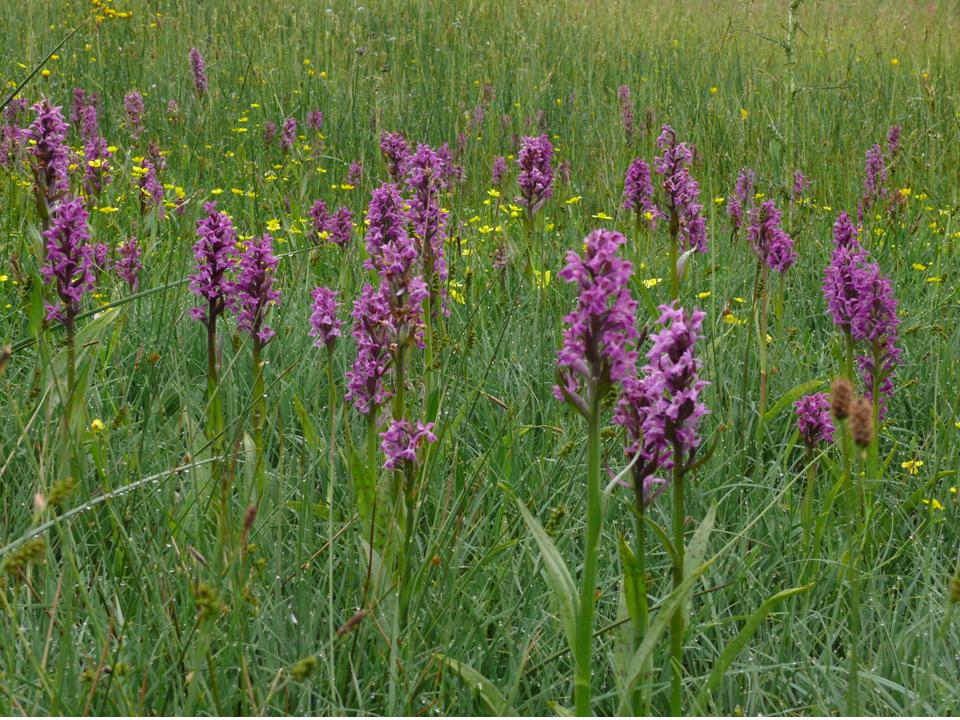
Orchideenwiese bei Gersheim
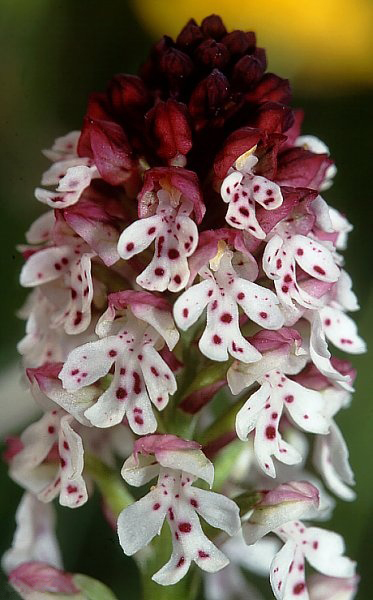
Brand-Knabenkraut
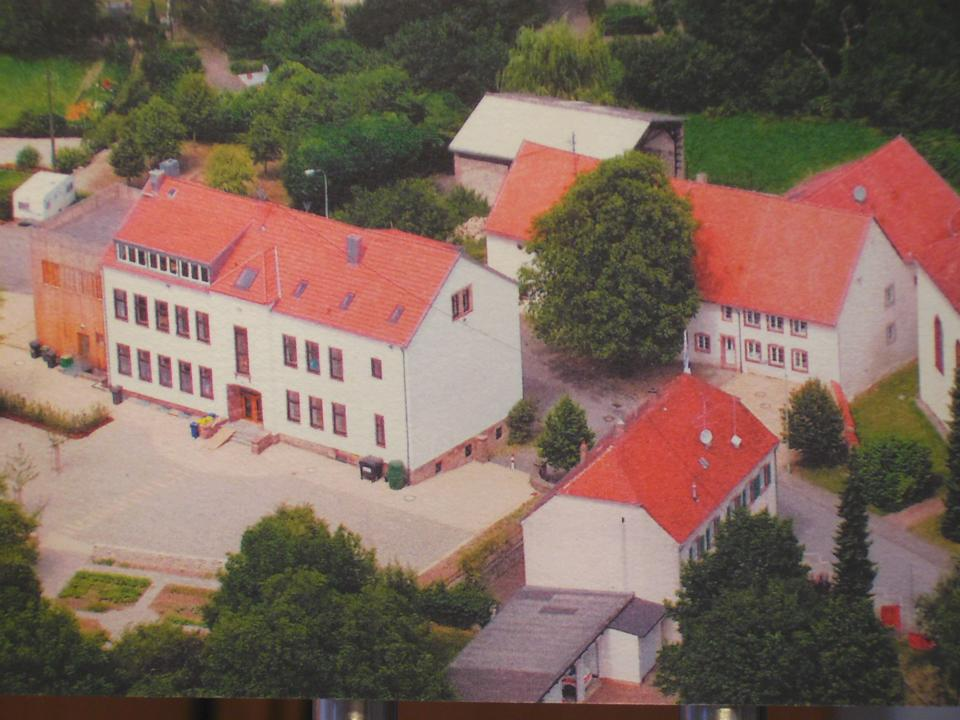
Spohns Haus
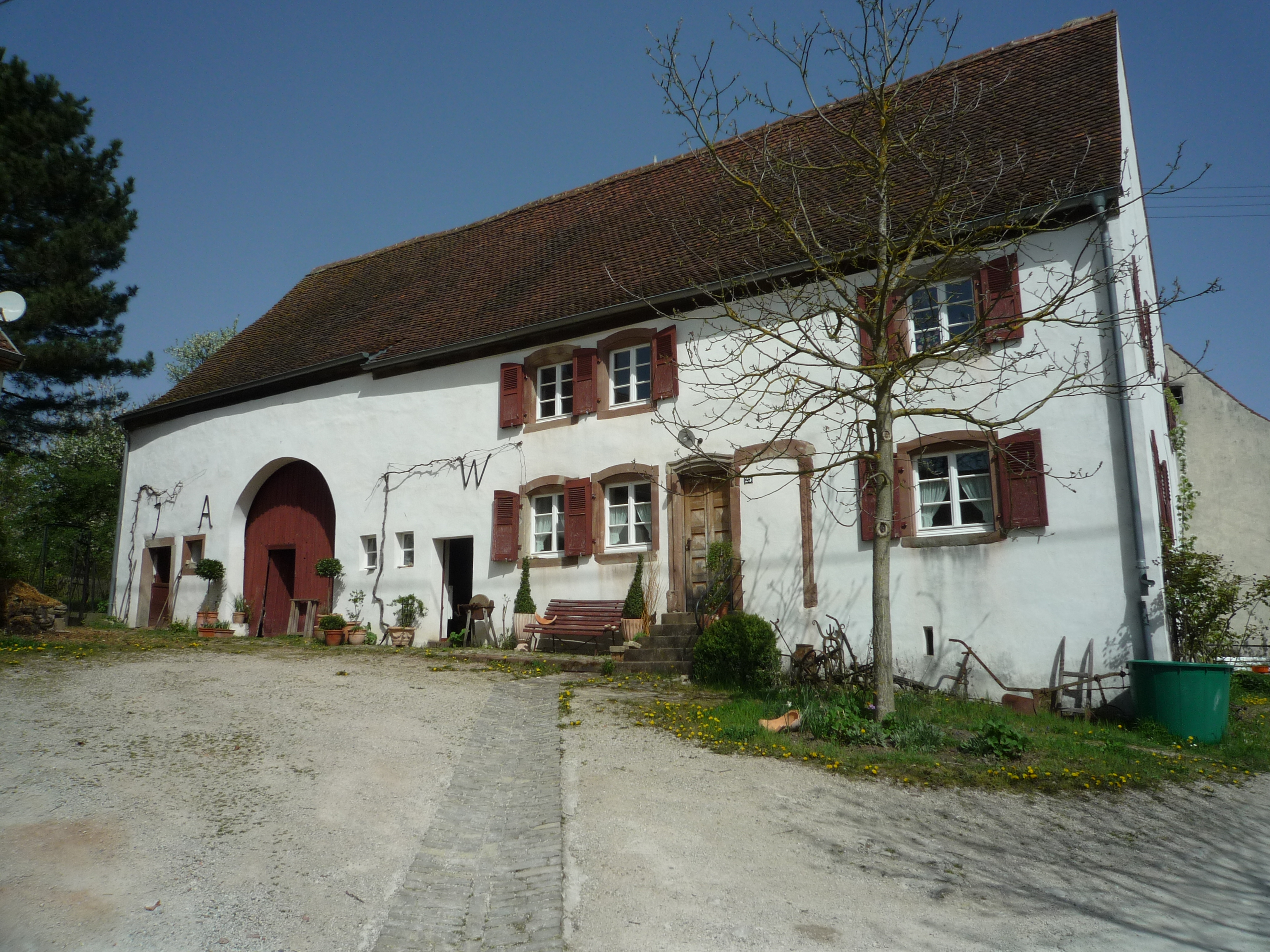
Restauriertes Bauernhaus (Gersheim)